# Affären Cicero
Affären Cicero (originaltitel: 5 Fingers) är en amerikansk verklighetsbaserad film från 1952. Filmen baseras på Ludwig Carl Moyzischs bok med samma titel.

## Handling
Filmen utspelar sig under andra världskriget i det neutrala Turkiet. Den brittiska ambassadörens betjänt försöker utföra sitt jobb och planerar samtidigt att bli en rik gentleman. Hans uppdragsgivare har många hemliga dokument som han ska fotografera och tillsammans med en kidnappad grevinna ska sälja till nazisterna. När han fått tillräckligt med pengar ska han dra sig tillbaka i Sydamerika tillsammans med grevinnan och sin fru.

## Om filmen
Filmen är inspelad i Ankara. Den hade världspremiär i USA den 22 februari 1952 och svensk premiär den 22 augusti samma år. Den är barntillåten.
Filmen var Oscarsnominerad 1953 i kategorierna bästa regi och bästa manus, men blev utan pris.

## Rollista (urval)
- James Mason - Ulysses Diello (kodnamn: Cicero)
- Danielle Darrieux - grevinnan Anna Staviska
- Michael Rennie - Colin Travers
- Walter Hampden - Sir Frederic
- Oskar Karlweis - L. C. Moyzisch
- Herbert Berghof - överste von Richter
- John Wengraf - greve Franz von Papen
- Ben Astar - Siebert
- Roger Plowden - Keith Macfadden

## Utmärkelser
- 1953 - Edgarpriset - Bästa rörliga film, Michael Wilson och Otto Lang
- 1953 - Golden Globe - Bästa manus, Michael Wilson